# Paratrichothorax
Paratrichothorax is een geslacht van kevers uit de familie van de loopkevers (Carabidae). De wetenschappelijke naam van het geslacht is voor het eerst geldig gepubliceerd in 2004 door Baehr.

## Soorten
Het geslacht Paratrichothorax is monotypisch en omvat slechts de volgende soort:
- Paratrichothorax brevistylus Baehr, 2004